# ويليام هنري ديويت
ويليام هنري ديويت هو قاضي وسياسي أمريكي، ولد في 24 أكتوبر 1827 في مقاطعة سميث في الولايات المتحدة، وتوفي في 11 أبريل 1896 في تشاتانوغا في الولايات المتحدة. نشط حزبياً في الحزب الديمقراطي. وقد انتخب عضو مجلس نواب تينيسي ‏.